# Schwedischer Film
Die Schwedische Filmgeschichte ist ein vielfältiger und wechselhafter Teil der internationalen Filmkultur. Sie reicht von den frühen Kinokunstwerken des Stummfilms über den Dokumentarfilm der 1950er Jahre und dem innovativen Autorenkino Ingmar Bergmans bis zu den internationalen Erfolgen der letzten Jahre durch Lukas Moodysson und Björn Runge.

## Geschichte

### Die Stummfilmzeit
Um 1910 begann man in Schweden mit der regelmäßigen Produktion von Spielfilmen. Als prägender Pionier dieser Zeit gilt der Filmproduzent Charles Magnusson, Direktor der Filmproduktionsgesellschaft Svensk Filmindustri. Zwei Regisseure, Victor Sjöström und Mauritz Stiller, beide von Magnusson entdeckt und für Svensk Filmindustri engagiert, traten hervor und erreichten Anfang der 1920er Jahre Weltruhm mit der Verfilmung zweier literarischer Werke von Selma Lagerlöf: Herrn Arnes Schatz (Herr Arnes pengar) (1919) und Der Fuhrmann des Todes (Körkarlen) (1921). Auch die Ibsen-Verfilmung Terje Vigen (1917) gehört zu den herausragenden Werken in diese Zeit. Das Besondere am schwedischen Stummfilm war das Nutzen der schwedischen Landschaft als natürliche Kulisse in Verbindung mit Themen der schwedischen Literatur und der schwedischen Volkstradition, wobei eine realistische Grundhaltung vorherrschte. Diese Mischung brachte dem schwedischen Stummfilm internationale Anerkennung und finanziellen Erfolg ein.
Die beiden Regisseure und der von Stiller entdeckte Star Greta Garbo zogen Mitte der 1920er Jahre nach Hollywood. Gleichzeitig kam die Filmindustrie in finanzielle Schwierigkeiten.

### Die 1930er und 1940er Jahre
Der Tonfilm Anfang der 1930er Jahre führte zu einer wirtschaftlichen Stabilisierung, aber auf Kosten der künstlerischen und internationalen Ambitionen. Provinzielle und volkstümliche Lustspiele ohne jeden künstlerischen Anspruch waren für den eigenen Markt gedacht. Erst während des Zweiten Weltkrieges, während dessen der Film eine wichtige Aufgabe in der psychologischen Verteidigung erhielt, kam es wieder zu einem künstlerischen Aufschwung, der vor allem von zwei Regisseuren getragen wurde: Alf Sjöberg und Hasse Ekman.

### Die 1950er Jahre
Nach dem Zweiten Weltkrieg war die finanzielle Lage unsicherer, was aber die künstlerische Qualität eher begünstigte. Vier Filmunternehmen konkurrierten miteinander und ließen im folgenden Jahrzehnt ihren Mitarbeitern eine relativ große künstlerische Freiheit. Arne Sucksdorff bekam eine Reihe internationaler Preise für seine Dokumentarfilme, unter anderem einen Oscar für Menschen in der Stadt (Människor i stad) (1948), Alf Sjöberg erreichte den ersten großen internationalen Erfolg für den schwedischen Spielfilm, als er 1951 in Venedig den Großen Preis für Fräulein Julie (Fröken Julie) erhielt. Im Jahr danach erregte Arne Mattsson mit Sie tanzte nur einen Sommer (Hon dansade bara en sommar) in Berlin großes Aufsehen, wo er auf der Berlinale 1952 den Goldenen Bären gewann. Die glänzendste Karriere aber machte Ingmar Bergman, der 1956 in Cannes mit Das Lächeln einer Sommernacht (Sommernattens leende) großen Erfolg hatte, zwei Jahre später mit Wilde Erdbeeren (Smultronstället) den Goldenen Bären in Berlin gewann und in der Folge dreimal den Oscar für den Besten fremdsprachigen Film (Die Jungfrauenquelle [Jungfrukällan], Wie in einem Spiegel [Såsom i en spegel] und Fanny und Alexander [Fanny och Alexander]) entgegennehmen konnte. Fanny und Alexander, Bergmans letzter Film gewann übrigens weitere drei Oscars.
Die schwedische Filmindustrie geriet Ende der 1950er Jahre erneut in eine Krise, ausgelöst durch das Fernsehen. Die Zahl der Kinobesucher nahm ab, ebenso die Risikofreude der Produktionsunternehmen. Ein neues Genre, das der erotisch freizügigen Filme, für die Sie tanzte nur einen Sommer schon ein Vorbote war, entstand. Ebenfalls Kinderfilme, vor allem Olle Hellboms Verfilmungen von Astrid Lindgrens Büchern, waren ein Publikumsmagnet.

### Von den 1960er Jahren in die 1980er
Eine Filmreform 1963 rettete den schwedischen Qualitätsfilm. In einem Abkommen zwischen dem schwedischen Staat und der Filmbranche wurde die 25%ige Vergnügungssteuer auf Kinokarten aufgegeben, während die Kinobesitzer 10 % ihrer Einnahmen an das Schwedische Filminstitut abführen. Das Schwedische Filminstitut, das auch vom Staat Zuschüsse erhält, unterstützt die Produktion schwedischer Filme auf unterschiedliche Art.
1963 wurde auch ein schwedischer Filmpreis geschaffen, der Guldbagge, der in 14 Kategorien vergeben wird. In diesem neuen Filmklima konnten neue, junge Regisseure debütieren, wie beispielsweise Vilgot Sjöman, Bo Widerberg, Jan Troell und Lasse Hallström, der später nach Hollywood ging. In den 1970er und 1980er Jahren übernahmen auch Frauen wie Mai Zetterling, Marianne Ahrne, Suzanne Osten, Marie Luise Ekman u. a. die Regie und konnten große Erfolge erzielen.

### Der zeitgenössische Film
| Schwedische Kinospielfilmproduktion |        |
| Jahr                                | Anzahl |
| 1975                                | 20     |
| 1985                                | 17     |
| 1995                                | 15     |
| 2005                                | 54     |

Die Produktionsbedingungen für den schwedischen Film haben sich im letzten Jahrzehnt stark verändert. Neue technische Möglichkeiten durch die Videotechnik und Digitalisierung sowie die enge Verflechtung mit anderen Akteuren auf dem Medienmarkt hat in den letzten Jahren zu einem deutlichen Anstieg von Spielfilmproduktionen geführt. Gleichzeitig hat sich die Filmproduktion von Stockholm in regionale Produktionszentren verlagert, von denen Film i Väst, auch Trollywood genannt, bei Trollhättan das bekannteste ist. Filme wie Fucking Åmål, Dancer in the Dark und Dogville wurden dort gedreht.
In den letzten Jahrzehnten haben ausländische Regisseure in Schweden sehr „schwedische“ Filme gemacht, wie Colin Nutley und Bille August, dessen Pelle, der Eroberer (Pelle Erövraren) 1988 einen Oscar für den besten fremdsprachigen Film bekam. Gleichzeitig hat sich die zweite Generation von Einwanderern als Filmemacher etabliert. Beispiel dafür sind Flügel aus Glas (Vingar av glas) von Reza Bagher und Jalla! Jalla! von Josef Fares.
Einer der wichtigsten Regisseure der letzten Jahre ist Lukas Moodysson, der mit seinem ersten Film Raus aus Åmål (Fucking Åmål) (1998) nicht nur einen großen Publikumserfolg in Schweden erreichte, den er mit den Filmen Zusammen (Tillsammans) und Lilja 4-ever wiederholte, sondern mit dem er auch eine Reihe von Auszeichnungen gewann.
Björn Runge hatte 2003 mit seinem Film Morgengrauen (Om jag vänder mig om) internationalen Erfolg, unter anderem auf der Berlinale 2004.
Wie im Himmel (Så som i himmelen) ist der jüngste erfolgreiche schwedische Film aus dem Jahr 2004 vom Regisseur Kay Pollak – gedreht in Schweden und Tirol, nominiert für den Oscar für den besten nicht englischsprachigen Film. Die Hauptdarsteller sind Frida Hallgren und Michael Nyqvist sowie der schwedische Musicalstar Helen Sjöholm mit brillantem Gesang.

## Schwedische Oscarpreisträger
- Ingrid Bergman 1944 (Hauptrolle in Das Haus der Lady Alquist), 1956 (Hauptrolle in Anastasia) und 1974 (Nebenrolle in Mord im Orient-Expreß)
- Arne Sucksdorf 1948 (bester kurzer Dokumentarfilm: Menschen in der Stadt/Människor i stad)
- Greta Garbo 1954 (Special Award)
- Ingmar Bergman 1960 (bester fremdsprachiger Film: Die Jungfrauenquelle/Jungfrukällan), 1961 (bester fremdsprachiger Film: Wie in einem Spiegel/Såsom i en spegel), 1970 (Irving G. Thalberg Memorial Award) und 1983 (bester fremdsprachiger Film: Fanny und Alexander/Fanny och Alexander)
- Sven Nykvist 1973 (beste Kamera in Schreie und Flüstern/Viskningar och rop) und 1983 (beste Kamera in Fanny und Alexander/Fanny och Alexander)
- Anna Asp 1983 (beste Ausstattung in Fanny und Alexander/Fanny och Alexander)
- Marik Vos 1983 (beste Kostüme in Fanny und Alexander/Fanny och Alexander)
- Per Hallberg 1995 (beste Geräuscheffekte in Braveheart)
- Malik Bendjelloul 2013 (bester Dokumentarfilm: Searching for Sugar Man)
- Alicia Vikander 2016 (Nebenrolle in The Danish Girl)
- Ludwig Göransson 2019 (beste Filmmusik in Black Panther)

## Liste schwedischer Regisseure
Lasse Åberg, Mac Ahlberg, Per Åhlin, Marianne Ahrne, Jonas Åkerlund, Daniel Alfredson, Hans Alfredson, Roy Andersson, Reza Bagher, Daniel Bergman, Eva Bergman, Ingmar Bergman, Maria Blom, Jonas Cornell, Tage Danielsson, Johan Donner, Hasse Ekman, Marie-Louise Ekman, Teresa Fabik, Josef Fares, Lars-Lennart Forsberg, Daniel Fridell, Kjell Grede, Mikael Håfström, Lasse Hallström, Olle Hellbom, Richard Hobert, Stefan Jarl, Nils Jerring, Mikael Kristersson, Ella Lemhagen, Daniel Lind Lagerlöf, Gunnel Lindblom, Lars-Magnus Lindgren, Jan Lindkvist, Oscar A.C. Lund, Ulf Malmros, Arne Mattsson, Gustaf Molander, Lukas Moodysson, Cecilia Neant-Falk, Colin Nutley, Sven Nykvist, Lisa Ohlin, Christina Olofson, Suzanne Osten, Reza Parsa, Kay Pollak, Björn Runge, Alf Sjöberg, Vilgot Sjöman, Victor Sjöström, Johan Söderberg, Mauritz Stiller, Arne Sucksdorff, Kjell Sundvall, Karin Swanström, Peter Torbiörnsson, Jan Troell, Maj Wechselmann, Bo Widerberg, Mai Zetterling

## Liste wichtiger oder bekannter schwedischer Filme
Aufgeführt sind Filme mit Hauptproduktionsland Schweden und fast ausschließlicher schwedischer Originalsprache
- 1912 – Der Gärtner (Trädgårdsmästaren) (Regie: Victor Sjöström)
- 1913 – Ingeborg Holm (Regie: Victor Sjöström)
- 1916 – Der Todeskuss (Dödskyssen) (Regie: Victor Sjöström)
- 1917 – Das Mädchen vom Moorhof (Tösen från Stormyrtorpet) (Regie: Victor Sjöström)
- 1917 – Terje Vigen (Regie: Victor Sjöström)
- 1917 – Thomas Graals bester Film (Thomas Graals bästa film) (Regie: Mauritz Stiller)
- 1918 – Berg-Ejvind und seine Frau (Berg-Ejvind och hans hustru) (Regie: Victor Sjöström)
- 1918 – Thomas Graals bestes Kind (Thomas Graals bästa barn) (Regie: Mauritz Stiller)
- 1919 – Herrn Arnes Schatz (Herr Arnes pengar) (Regie: Mauritz Stiller)
- 1920 – Das Geheimnis des Klosters (Klostret i Sendomir) (Regie: Victor Sjöström)
- 1920 – Erotikon (Regie: Mauritz Stiller)
- 1920 – Mästerman (Regie: Victor Sjöström)
- 1921 – Der Fuhrmann des Todes (Körkarlen) (Regie: Victor Sjöström)
- 1921 – Nach Recht und Gesetz / Die Pastorenwitwe (Prästänkan) (Regie: Carl Theodor Dreyer, schwedische Produktion)
- 1921 – Johan (Regie: Mauritz Stiller)
- 1922 – Hexen (Häxan) (Regie: Benjamin Christensen, schwedische Produktion)
- 1923 – Herrenhofsaga (Gunnar Hedes saga) (Regie: Mauritz Stiller)
- 1924 – Gösta Berling (Gösta Berlings saga) (Regie: Mauritz Stiller)
- 1935 – Munkbrogreven (Regie: Edvin Adolphson)
- 1935 – Swedenhielms (Regie: Gustaf Molander)
- 1935 – Walpurgisnacht (Valborgsmässoafton) (Regie: Gustaf Edgren)
- 1936 – Intermezzo (Regie: Gustaf Molander)
- 1938 – Das Gesicht einer Frau (En Kvinnas ansikte) (Regie: Gustaf Molander)
- 1938 – Dollar (Regie: Gustaf Molander)
- 1939 – En enda natt (Regie: Gustaf Molander)
- 1940 – Juninatten (Regie: Per Lindberg)
- 1940 – Swing it magistern (Regie: Schamyl Bauman)
- 1943 – Ordet (Regie: Gustaf Molander)
- 1944 – Die Hörige (Hets) (Regie: Alf Sjöberg)
- 1946 – Es regnet auf unsere Liebe (Det regnar på vår kärlek) (Regie: Ingmar Bergman)
- 1946 – Das Mädchen vom Germundshof (Driver dragg, faller regn) (Regie: Gustaf Edgren)
- 1946 – Krise (Kris) (Regie: Ingmar Bergman)
- 1946 – Kristin kommenderar (Regie: Gustaf Edgren)
- 1947 – Schiff nach Indialand (Skepp till India land) (Regie: Ingmar Bergman)
- 1948 – Die Hafenstadt (Hamnstad) (Regie: Ingmar Bergman)
- 1948 – Eva (Regie: Gustaf Molander)
- 1948 – Menschen in der Stadt (Människor i stad) (Regie: Arne Sucksdorff)
- 1948 – Musik im Dunkeln (Regie: Ingmar Bergman)
- 1949 – Åsa-Nisse (Regie: Ragnar Frisk)
- 1949 – Durst (Törst) (Regie: Ingmar Bergman)
- 1949 – Gefängnis (Fängelse) (Regie: Ingmar Bergman)
- 1950 – An die Freude (Till glädje) (Regie: Ingmar Bergman)
- 1950 – Das Mädchen mit den Hyazinthen (Flicka och hyacinter) (Regie: Hasse Ekman)
- 1951 – Fräulein Julie (Fröken Julie) (Regie: Alf Sjöberg)
- 1951 – Einen Sommer lang (Sommarlek) (Regie: Ingmar Bergman)
- 1951 – Sie tanzte nur einen Sommer (Hon dansade en sommer) (Regie: Arne Mattsson)
- 1952 – Die Sehnsucht der Frauen (Kvinnors väntan) (Regie: Ingmar Bergman)
- 1952 – Sjunde himlen (Regie: Hasse Ekman)
- 1953 – Abend der Gaukler (Gycklarnas afton) (Regie: Ingmar Bergman)
- 1953 – Die Zeit mit Monika (Sommaren med Monika) (Regie: Ingmar Bergman)
- 1954 – Lektion in Liebe (En lektion i kärlek) (Regie: Ingmar Bergman)
- 1955 – Das Lächeln einer Sommernacht (Sommarnattens leende) (Regie: Ingmar Bergman)
- 1955 – Frauenträume (Kvinnodröm) (Regie: Ingmar Bergman)
- 1956 – Ratataa (Regie: Hasse Ekman)
- 1957 – Das siebente Siegel (Det sjunde inseglet) (Regie: Ingmar Bergman)
- 1957 – Wilde Erdbeeren (Smultronstället) (Regie: Ingmar Bergman)
- 1958 – Das Gesicht (Ansiktet) (Regie: Ingmar Bergman)
- 1958 – Nahe dem Leben (Nära livet) (Regie: Ingmar Bergman)
- 1959 – Rymdinvasion i Lappland (Regie: Virgil W. Vogel)
- 1960 – Das Teufelsauge (Djävulens öga) (Regie: Ingmar Bergman)
- 1960 – Die Jungfrauenquelle (Jungfrukällan) (Regie: Ingmar Bergman)
- 1960 – Mein Kampf (Den Blodiga tiden) (Regie: Erwin Leiser) (Dokumentarfilm)
- 1961 – Engel, gibt’s die? (Änglar, finns dom?) (Regie: Lars-Magnus Lindgren)
- 1961 – Wie in einem Spiegel (Såsom i en spegel) (Regie: Ingmar Bergman)
- 1963 – Das Rabenviertel (Kvarteret Korpen) (Regie: Bo Widerberg)
- 1963 – Das Schweigen (Tystnaden) (Regie: Ingmar Bergman)
- 1963 – Ein Sonntag im September (En Söndag i september) (Regie: Jörn Donner)
- 1963 – Licht im Winter (Nattvardsgästerna) (Regie: Ingmar Bergman)
- 1964 – Ach, diese Frauen (För att inte tala om alla dessa kvinnor) (Regie: Ingmar Bergman)
- 1964 – Lieber John (Käre John) (Regie: Lars-Magnus Lindgren)
- 1965 – Der Wind hat uns ein Ding gedreht (Regie: Tage Danielsson)
- 1966 – Hier hast du dein Leben (Här har du ditt liv) (Regie: Jan Troell)
- 1966 – Persona (Regie: Ingmar Bergman)
- 1967 – Das Ende einer großen Liebe (Elvira Madigan) (Regie: Bo Widerberg)
- 1967 – Ich bin neugierig (gelb) (Jag är nyfiken – gul) (Regie: Vilgot Sjöman)
- 1968 – Die Stunde des Wolfs (Vargtimmen) (Regie: Ingmar Bergman)
- 1968 – Schande (Skammen) (Regie: Ingmar Bergman)
- 1968 – Raus bist du (Ole dole doff) (Regie: Jan Troell)
- 1968 – Sie nennen uns Provos (Dom kallar oss mods) (Regie: Stefan Jarl, Jan Lindkvist)
- 1968 – Sie will’s wissen (Ich bin neugierig (blau)) (Jag är nyfiken – en film i blått) (Regie: Vilgot Sjöman)
- 1969 – Adalen 31 (Ådalen 31) (Regie: Bo Widerberg)
- 1969 – Der Ritus (Riten) (Regie: Ingmar Bergman)
- 1969 – Passion (En Passion) (Regie: Ingmar Bergman)
- 1969 – Pippi Langstrumpf (Pippi Långstrump) (Regie: Olle Hellbom)
- 1970 – Pippi geht von Bord (Här kommer Pippi Långstrump)(Regie: Olle Hellbom)
- 1970 – Pippi in Taka-Tuka-Land (Pippi Långstrump på de sju haven) (Regie: Olle Hellbom)
- 1970 – Pippi außer Rand und Band (På rymmen med Pippi Långstrump) (Regie: Olle Hellbom)
- 1970 – Eine schwedische Liebesgeschichte (En kärlekshistoria) (Regie: Roy Andersson)
- 1971 – Apfelkrieg (Regie: Tage Danielsson)
- 1971 – Berührungen (Regie: Ingmar Bergman)
- 1971 – Emigranten (Die Auswanderer) (Utvandrarna) (Regie: Jan Troell)
- 1971 – Michel in der Suppenschüssel (Emil i Lönneberga) (Regie: Olle Hellbom)
- 1972 – Das neue Land (Nybyggarna) (Regie: Jan Troell)
- 1972 – Der Mann, der sich das Rauchen abgewöhnte (Mannen som slutade röka) (Regie: Tage Danielsson)
- 1972 – Michel muss mehr Männchen machen (Nya hyss av Emil i Lönneberga) (Regie: Olle Hellbom)
- 1972 – Schreie und Flüstern (Viskningar och rop) (Regie: Ingmar Bergman)
- 1973 – Hier kommt Pippi Langstrumpf (Regie: Olle Hellbom)
- 1973 – Michel bringt die Welt in Ordnung (Emil och griseknoen) (Regie: Olle Hellbom)
- 1973 – Szenen einer Ehe (Scener ur ett äktenskap) (Regie: Ingmar Bergman)
- 1974 – Dunderklumpen (Regie: Per Åhlin)
- 1974 – Karlsson auf dem Dach (Världens bästa Karlsson) (Regie: Olle Hellbom)
- 1974 – Thriller – ein unbarmherziger Film (Thriller – en grym film) (Regie: Bo Arne Vibenius)
- 1975 – Ägget är löst! (Regie: Hans Alfredson)
- 1975 – Die Zauberflöte (Trollflöjten) (Regie: Ingmar Bergman)
- 1975 – Giliap (Regie: Roy Andersson)
- 1975 – Sagan om Karl-Bertil Jonssons julafton (Regie: Per Åhlin)
- 1975 – Släpp fångarne loss, det är vår! (Regie: Tage Danielsson)
- 1976 – Von Angesicht zu Angesicht (Ansikte mot ansikte) (Regie: Ingmar Bergman)
- 1976 – Der Mann auf dem Dach (Mannen på taket) (Regie: Bo Widerberg)
- 1977 – ABBA – Der Film (ABBA: The Movie) (Regie: Lasse Hallström, schwedische Produktion)
- 1977 – Die Brüder Löwenherz (Bröderna Lejonhjärta) (Regie: Olle Hellbom)
- 1978 – Herbstsonate (Höstsonaten) (Regie: Ingmar Bergman)
- 1978 – Die Abenteuer des Herrn Picasso (Picassos äventyr) (Regie: Tage Danielsson)
- 1979 – Ein anständiges Leben (Ett anständigt liv) (Regie: Stefan Jarl) (Dokumentarfilm)
- 1979 – Madita (Du är inte klok Madicken) (Regie: Göran Graffman)
- 1979 – Madita und Pim (Madicken på Junibacken) (Regie: Göran Graffman)
- 1979 – Repmånad (Regie: Lasse Åberg)
- 1980 – Heimliche Ausflüge (Barnens ö) (Regie: Kay Pollak)
- 1980 – Sällskapsresan (Regie: Lasse Åberg)
- 1980 – Vi hade i alla fall tur med vädret (Regie: Kjell Sundvall)
- 1981 – Der Gockel (Tuppen) (Regie: Lasse Hallström)
- 1981 – Die Ballade der Lucy Jordan (Regie: Dušan Makavejev)
- 1981 – Pelle Ohneschwanz (Pelle Svanslös) (Regie: Jan Gissberg, Stig Lasseby)
- 1981 – Varning för Jönssonligan (Regie: Jonas Cornell)
- 1981 – Rasmus und der Vagabund (Rasmus på luffen) (Regie: Olle Hellbom)
- 1981 – Wer gewinnt das Rennen? (Göta kanal eller Vem drog ur proppen?) (Regie: Hans Iveberg)
- 1982 – Der einfältige Mörder (Den enfaldige mördaren) (Regie: Hans Alfredson)
- 1982 – Der Flug des Adlers (Ingenjör Andrées luftfärd) (Regie: Jan Troell)
- 1982 – Fanny und Alexander (Fanny och Alexander) (Regie: Ingmar Bergman)
- 1983 – G (Regie: Staffan Hildebrand)
- 1984 – Nach der Probe (Efter repetitionen) (Regie: Ingmar Bergman)
- 1984 – Der Mann aus Mallorca (Mannen från Mallorca) (Regie: Bo Widerberg)
- 1984 – Ronja Räubertochter (Ronja Rövardotter) (Regie: Tage Danielsson)
- 1985 – Charter Trip 2 (Sällskapsresan 2 – Snowroller) (Regie: Peter Hald, Lasse Åberg)
- 1985 – Falsk som vatten (Regie: Hans Alfredson)
- 1985 – Mein Leben als Hund (Mitt liv som hund) (Regie: Lasse Hallström)
- 1986 – Jönssonligan dyker upp igen (Regie: Mikael Ekman)
- 1986 – Opfer (Offret) (Regie: Andrei Tarkowski, schwedische Produktion)
- 1986 – Wir Kinder aus Bullerbü (Regie: Lasse Hallström)
- 1987 – Nionde kompaniet (Regie: Colin Nutley)
- 1988 – Ausgetrickst (Regie: Jonas Frick)
- 1988 – SOS – En segelsällskapsresa (Regie: Lasse Åberg)
- 1988 – The Visitors – Besucher im Haus (Regie: Joakim Ersgård)
- 1989 – Architektur des Untergangs (Regie: Peter Cohen)
- 1989 – Im Wettlauf mit dem Tod (Regie: Per Berglund)
- 1989 – Jönssonligan på Mallorca (Regie: Mikael Ekman)
- 1989 – Die Reise nach Melonia (Resan till Melonia) (Regie: Per Åhlin)
- 1990 – Black Jack (Regie: Colin Nutley)
- 1990 – Guten Abend, Herr Wallenberg (God afton, Herr Wallenberg) (Regie: Kjell Grede)
- 1990 – Der Schutzengel (Skyddsängeln) (Regie: Suzanne Osten)
- 1991 – Il Capitano (Regie: Jan Troell)
- 1991 – Der Ochse (Oxen) (Regie: Sven Nykvist)
- 1991 – Der unfreiwillige Golfspieler (Den Ofrivillige golfaren) (Regie: Lasse Åberg)
- 1992 – Die besten Absichten (Den goda viljan) (Regie: Bille August)
- 1992 – Sonntagskinder (Söndagsbarn) (Regie: Daniel Bergman)
- 1992 – Fanny’s Farm (Änglagård) (Regie: Colin Nutley)
- 1993 – Cooler Sommer (Sunes Sommar) (Regie: Stephan Apelgren)
- 1993 – Drömkåken (Regie: Peter Dalle)
- 1994 – Änglagård – andra sommaren (Regie: Colin Nutley)
- 1994 – Yrrol (Regie: Peter Dalle)
- 1995 – Schön ist die Jugendzeit (alternativ: Lehrstunden der Liebe, Lust och fägring stor) (Regie: Bo Widerberg)
- 1996 – Die Spur der Jäger (Jägarna) (Regie: Kjell Sundvall)
- 1996 – Jerusalem (Regie: Bille August)
- 1997 – Adam & Eva (Regie: Måns Herngren, Hannes Holm)
- 1998 – Beck – Der Lockvogel (Regie: Pelle Seth)
- 1997 – Evil Ed (Regie: Anders Jacobsson)
- 1998 – Commander Hamilton (Regie: Harald Zwart)
- 1998 – Der letzte Mord (Regie: Kjell Sundvall)
- 1998 – Raus aus Åmål (Fucking Åmål) (Regie: Lukas Moodysson)
- 1999 – Der Weg nach draußen (Regie: Daniel Lind Lagerlöf)
- 1999 – In Bed with Santa (Tomten är far till alla barnen) (Regie: Kjell Sundvall)
- 1999 – Mord am See (Sjön) (Regie: Hans Åke Gabrielsson)
- 1999 – Tsatsiki – Tintenfische und erste Küsse (Tsatsiki, morsan och polisen) (Regie: Ella Lemhagen)
- 1999 – Erwachsene Menschen (Vuxna människor) (Regie: Felix Herngren, Fredrik Lindström)
- 1999 – Zero Tolerance – Zeugen in Angst (Noll tolerans) (Regie: Anders Nilsson)
- 2000 – Das neue Land (Det nya landet) (Regie: Geir Hansteen Jorgensen)
- 2000 – Die Treulosen (Regie: Liv Ullmann)
- 2000 – Eine Hexe in unserer Familie (En Häxa i familjen) (Regie: Harald Hamrell)
- 2000 – Jalla! Jalla! Wer zu spät kommt … (Jalla! Jalla!) (Regie: Josef Fares)
- 2000 – Liebe in Blechdosen (Den bästa sommaren) (Regie: Ulf Malmros)
- 2000 – Naken (Regie: Mårten Knutsson, Torkel Knutsson)
- 2000 – Songs from the Second Floor (Sånger från andra våningen) (Regie: Roy Andersson)
- 2000 – Zusammen! (Tillsammans!) (Regie: Lukas Moodysson)
- 2001 – Ein Lied für Martin (En Sång för Martin) (Regie: Bille August)
- 2001 – Eva und Adam – Vier Geburtstage und ein Fiasko (Fyra födelsedagar och ett fiasko) (Regie: Catti Edfeldt)
- 2001 – Executive Protection – Die Bombe tickt (Livvakterna) (Regie: Anders Nilsson)
- 2002 – 2 kleine Helden (Bäst i Sverige) (Regie: Ulf Malmros)
- 2002 – Der Typ vom Grab nebenan (Grabben i graven bredvid) (Regie: Kjell Sundvall)
- 2002 – Invisible – Gefangen im Jenseits (Den osynlige) (Regie: Joel Bergvall, Simon Sandquist)
- 2002 – Klassenfest (Regie: Måns Herngren, Hannes Holm)
- 2002 – Lilja 4-ever (Regie: Lukas Moodysson)
- 2002 – Alla älskar Alice (Regie: Richard Hobert)
- 2003 – The Third Wave – Die Verschwörung (Den Tredje vågen) (Regie: Anders Nilsson)
- 2003 – Kops (Kopps) (Regie: Josef Fares)
- 2003 – Evil (Ondskan) (Regie: Mikael Håfström)
- 2003 – Sarabande (Saraband) (Regie: Ingmar Bergman)
- 2003 – Slim Susie (Smala Susie) (Regie: Ulf Malmros)
- 2003 – Verschwörung im Berlin-Express (Skenbart) (Regie: Peter Dalle)
- 2004 – A Hole in My Heart (Ett Hål i mitt hjärta) (Regie: Lukas Moodysson)
- 2004 – Fyra nyanser av brunt (Regie: Tomas Alfredson)
- 2004 – Der Ketchup Effekt (Hip Hip Hora!) (Regie: Teresa Fabik)
- 2004 – Populärmusik aus Vittula (Populärmusik från Vittula) (Regie: Reza Bagher)
- 2004 – Wie im Himmel (Så som i himmelen) (Regie: Kay Pollak)
- 2004 – Zurück nach Dalarna! (Masjävlar) (Regie: Maria Blom)
- 2005 – Kim Novak badete nie im See von Genezareth (Kim Novak badade aldrig i Genesarets sjö) (Regie: Martin Asphaug)
- 2005 – Percy, Buffalo Bill och jag (Regie: Anders Gustafsson)
- 2005 – Tjenare Kungen (Regie: Ulf Malmros)
- 2006 – Förortsungar (Regie: Catti Edfeldt)
- 2006 – Se upp för dårarna (Regie: Helena Bergström)
- 2006 – Schwedisch für Fortgeschrittene (Heartbreak Hotel) (Regie: Colin Nutley)
- 2007 – Das jüngste Gewitter (Du levande) (Regie: Roy Andersson)
- 2008 – So finster die Nacht (Låt den rätte komma in) (Regie: Tomas Alfredson)
- 2008 – Männer im Wasser (Allt flyter) (Regie: Måns Herngren)
- 2010 – Im Weltraum gibt es keine Gefühle (I rymden finns inga känslor) (Regie: Andreas Öhmann)
- 2010 – Der Chinese (Kinesen) (Regie: Peter Keglevic)
- 2013 – Der Hundertjährige, der aus dem Fenster stieg und verschwand (Hundraåringen som klev ut genom fönstret och försvann)  (Regie: Felix Herngren)
- 2015 – Ein Mann namens Ove (En man som heter Ove) (Regie: Hannes Holm)